# Högskolan Väst
Högskolan Väst (pol. Wyższa Szkoła Väst) – państwowa szkoła wyższa z siedzibą w Trollhättan w zachodniej Szwecji.

## Historia
Uczelnia została powołana w 1990 roku pod nazwą Högskolan i Trollhättan/Uddevalla (HTU). Było to efektem starań lokalnych polityków oraz organizacji gospodarczych i społecznych. Decyzją Riksdagu z 1989 działalność edukacyjna miała być prowadzona w Trollhättan, Vänersborg i Uddevalla. Rektor oraz administracja uczelni zostały umieszczone w Trollhättan. W 1999 roku liczba studentów przekroczyła 5000. W 2000 do Högskolan Trollhättan/Uddevalla włączono uczelnię medyczną Hälsohögskolan Väst w Vänersborg.
Nazwa Högskolan Väst, za zgodą rządu Szwecji, została przyjęta 1 stycznia 2006 roku. W 2007 działalność kampusu w Uddevalla została przeniesiona do nowo wybudowanego kampusu w Trollhättan. W roku następnym do Trollhättan przeniesiono także kampus w Vänersborg. Od jesieni 2008 roku całość działalności uczelni jest skupiona w Trollhättan.

## Struktura
Uczelnia prowadzi działalność edukacyjną na następujących wydziałach (instytutach):
- Institutionen för ekonomi och IT (EI)
- Institutionen för individ och samhälle (IS)
- Institutionen för omvårdnad, hälsa och kultur (OHK)
- Institutionen för ingenjörsvetenskap (IV).

## Rektorzy
- Kerstin Norén (2011– )
- Lars Ekedahl (2002–2011)
- Olof Blomqvist (1990–2002)